# Эмайн Маха

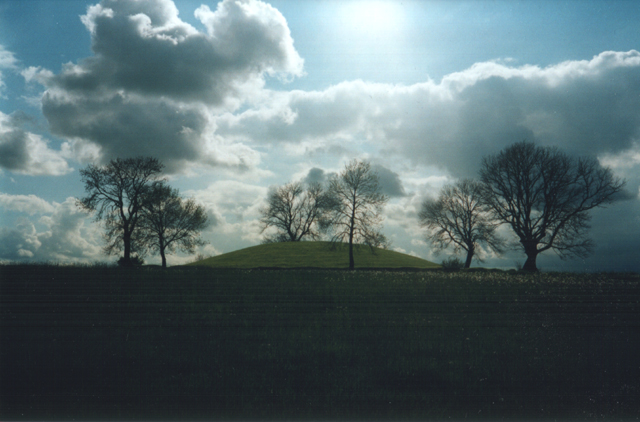

Эма́йн Ма́ха (англ. Navan Fort, др.‑ирл. Eṁaın Ṁacha — [ˈeṽənʲ ˈṽaxə], ирл. Eamhain Mhacha — [ˈaw̃nʲ ˈw̃axə]) — столица уладов (на севере Ирландии). Располагалась неподалёку от современного Арма, на вершине холма. Сохранились следы укреплений; их диаметр — около 300 м. Согласно традиции, была основана в 450 году до н. э. Кимбаэтом, а разрушена людьми из Тары в 332 году н. э. (по другой хронологии — 281 и 450 гг.) при последнем из её правителей, Форгусе Фага. По легенде, строили дворец 30 мастеров в течение года, а ближайшее окружение короля насчитывало 365 человек.
Одна из версий появления названия местности описано в легенде «Недуг уладов». Крунху, сын Ангомана, встретил ши, и стал жить с ней в своём доме; он и до этого был богат, но после и вовсе не стал иметь нужды. Однажды, когда эта женщина уже была беременна, случился праздник, и Крунху пошёл на него, обещав никому не говорить о ней. Однако он вскоре похвастался, что его жена может бежать быстрее королевских коней, и король велел женщине соревноваться с этими конями. Женщина просила об отсрочке, обещая отомстить за злое обращение; отсрочку ей не дали. Тогда она представилась — Маха, и побежала. Она бежала быстрее коней, но упала с криком и родила близнецов, мальчика и девочку; тут все мужчины, слышавшие её крик, почувствовали слабость, как женщины после родов. Маха объявила, что отныне каждый раз, когда на уладов будут нападать враги, те будут чувствовать себя четыре дня и пять ночей или пять дней и четыре ночи столь же слабыми (хотя по остальным легендам известно, что фактически болезнь могла протекать гораздо дольше), и длиться это проклятие будет девять поколений.
Недугу были подвержены все взрослые мужчины; этот недуг — главная причина, по которой Кухулин сражался практически в одиночку с войсками Айлилля и Медб.
Согласно другой легенде, название местности произошло от имени единственной верховной королевы Ирландии и её броши, ирл. eó-muin Macha — брошь Махи. Та, добившись для себя власти, очертила границы своих земель брошью.